# Biểu tượng

Một hình bát giác màu đỏ tượng trưng cho "STOP" (dừng lại) ngay cả khi không có từ.

Biểu tượng hay ký hiệu là một hình ảnh, ký tự hay bất cứ cái gì đó đại diện cho một ý tưởng, thực thể vật chất hoặc một quá trình. Mục đích của một biểu tượng là để truyền thông điệp ý nghĩa một cách nhanh chóng dễ dàng và ngắn gọn, đơn giản. Ví dụ, một hình bát giác màu đỏ có thể là một biểu tượng có nghĩa là "STOP" (dừng lại). Trên bản đồ, một hình ảnh lều có thể đại diện cho một khu cắm trại. Chữ số là biểu tượng cho số. Tên cá nhân là biểu tượng đại diện cho cá nhân. Một bông hồng đỏ tượng trưng cho tình yêu và lòng từ bi.
Biểu tượng là một phương tiện giao tiếp phức tạp, có nhiều cấp độ ý nghĩa. Các biểu tượng giúp con người hiểu được thế giới đang sống, nhờ đó đóng vai trò lớn trong việc đưa ra phán đoán, xác định vấn đề hay diễn đạt.

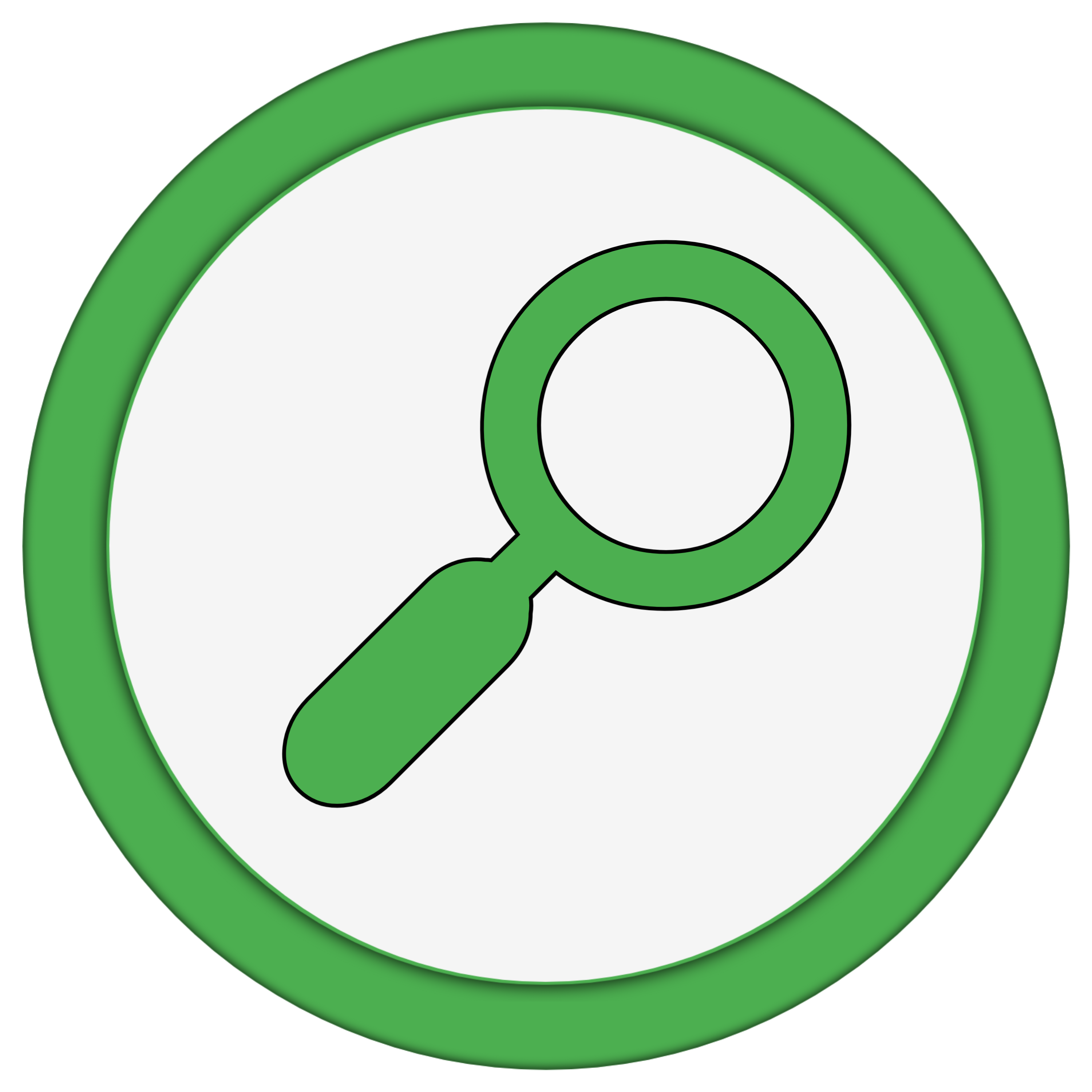
Biểu tượng tìm kiếm màu xanh lá.

Các nền văn hóa trên thế giới sử dụng các biểu tượng để thể hiện tư tưởng và cấu trúc xã hội cụ thể, và để đại diện cho các khía cạnh của nền văn hóa của họ. Do đó ý nghĩa các biểu tượng phụ thuộc vào nền tảng văn hóa mỗi người.